# The Remix Sessions
The Remix Sessions is een remixalbum uit 2007 van Kraak & Smaak, het tweede album van dit Nederlandse producerstrio. Het album bevat nummers van samenwerkingen met andere artiesten, waaronder: Jamiroquai, Ikon, Sam Bettens en Resin Dogs.

## Tracklist
| Track | Titel                                                         | Artiest              | Duur |
| ----- | ------------------------------------------------------------- | -------------------- | ---- |
| CD1   |                                                               |                      |      |
| 01    | Man Of Constant Sorrow (Kraak & Smaak Remix)                  | Skeewiff             | 4:56 |
| 02    | Do You Dream (Kraak & Smaak Remix)                            | Ikon                 | 5:12 |
| 03    | Medicine (Kraak & Smaak’s First Aid For The Dancefloor Remix) | Mark Rae             | 5:35 |
| 04    | Learning It The Hard Way (Kraak & Smaak Remix)                | Fort Knox Five       | 5:42 |
| 05    | Come Over Here (Kraak & Smaak Remix)                          | Sam Bettens          | 3:10 |
| 06    | Love Is My Religion (Kraak & Smaak Remix)                     | Karl Moestl          | 5:58 |
| 07    | The Mating Game (Kraak & Smaak Remix)                         | Bittersweet          | 7:50 |
| 08    | Can't Get Enough (Kraak & Smaak Remix)                        | Mimezine             | 3:42 |
| 09    | Boogie No More (Kraak & Smaak’s Boogie Angst Remix)           | Dorfmeister vs. MDLA | 6:00 |
| 10    | She’s Gone (Kraak & Smaak Remix)                              | Resin Dogs           | 5:12 |
| CD2   |                                                               |                      |      |
| 01    | Electric Mistress (Kraak & Smaak Remix)                       | Jamiroquai           | 7:35 |
| 02    | A Part In That Show (Kraak & Smaak Remix)                     | Chriss Joss          | 7:26 |
| 03    | Everything Is Plastic                                         | Kraak & Smaak        | 8:27 |
| 04    | Devil Inside (Kraak & Smaak Remix)                            | Max Sedgley          | 5:58 |
| 05    | Wait A Minute (Kraak & Smaak Remix)                           | Lack Of Afro         | 8:24 |
| 06    | Real Pain                                                     | Kraak & Smaak        | 7:15 |
| 07    | It's All Good (Kraak & Smaak Remix)                           | Zeroleen             | 6:55 |
| 08    | Seven days in sunny june (Kraak & Smaak Remix)                | Jamiroquai           | 7:28 |
| 09    | No Sun In The Sky (Noogman Remix)                             | Kraak & Smaak        | 8:10 |